# Mimudea dicealis
Mimudea dicealis là một loài bướm đêm trong họ Crambidae.